# 보포스 37 mm 대전차포

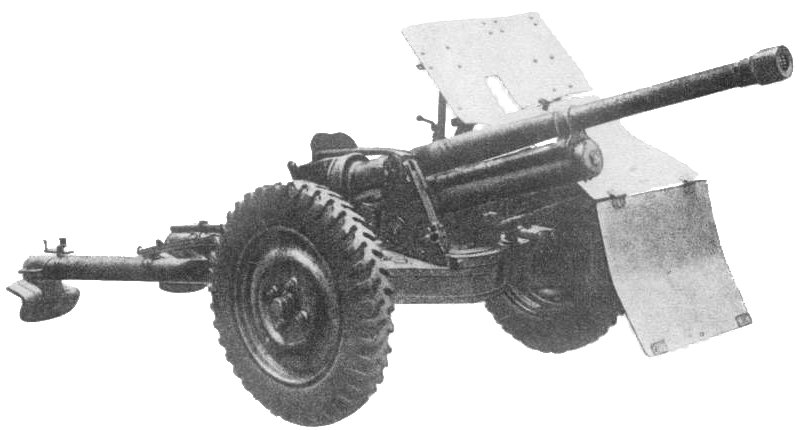
폴란드군이 이용했던 wz 36형 대전차포.

보포스 37 mm 대전차포는 1934년 보포스사가 개발한 스웨덴의 대전차포이다. 이 대전차포는 여러 국가에서 라이선스 생산을 했으며, 제2차 세계 대전 초기 일부 유럽 국가에서 사용했다.

## 참고 문헌
- Shirokorad A. B. - The God of War of the Third Reich - M. AST, 2002 (Широкорад А. Б. - Бог войны Третьего рейха. — М.,ООО Издательство АСТ, 2002., ISBN 5-17-015302-3)